# 棄械龍屬
棄械龍屬是結節龍科恐龍的一個屬，生活於下白堊紀（阿爾布階末期）的英格蘭劍橋郡。棄械龍曾經被分類在甲龍亞目、鳥腳亚目。屬名意思是「沒有裝甲的蜥蜴」，但近年研究認為牠們其實是有裝甲的。

## 歷史
在1879年，哈利·絲萊博士（Harry Govier Seeley）將一部份的顱後骨骼、齒骨碎片、幾塊頸椎及背椎、薦骨、部份肩帶、肱骨碎片、部份左股骨、左脛骨、腳掌、肋骨、及其他碎片命名為棄械龍屬。絲萊博士根據牠們的小型體型，認為這個標本可能是幼年個體。最初，其他學者認為牠是甲龍類恐龍；直至1923年，法蘭茲·諾普喬（Franz Nopcsa）認為部份的遺骸應屬於彎龍類，而其他化石則屬於棘甲龍。諾普喬的看法受到支持，但之後被修訂改為屬於禽龍類。在1999年，Suberbiola及Barrett重新研究化石，認為棄械龍應該是結節龍科的基礎物種，缺少裝甲的原因可能是這恐龍在幼年時死亡。近年的其他研究都贊成這個解釋。
在1879年，絲萊博士曾命名另一個種，大棄械龍（A. major）。化石是一個頸椎及三個部份尾椎，與模式種發現於同一地層，原屬於棘甲龍的一種（Acanthopholis stereocercus）。這個種現已被認為是嵌合體，頸椎是從甲龍類而來，尾巴是屬於禽龍類的未定屬。

## 古生物學
棄械龍是四足的草食性恐龍，以低矮的植被為食，在身體上有裝甲保護。